# Frankofonska spelen
Frankofonska spelen (franska: Jeux de la Francophonie) är ett multisportevenemang öppet främst för den fransktalande världen. Spelen hade premiär 1989.

## Upplagor
| År   | Upplaga | Datum                    | Ort                                      | Aktiva (nationer) |
| ---- | ------- | ------------------------ | ---------------------------------------- | ----------------- |
| 1989 | I       | 8–22 juli                | Casablanca/Rabat, Marocko                | 1 700 (39)        |
| 1994 | II      | 5–13 juli                | Paris/Évry-Bondoufle, Frankrike          | 2 700 (45)        |
| 1997 | III     | 27 augusti – 6 september | Antananarivo, Madagaskar                 | 2 300 (38)        |
| 2001 | IV      | 14–24 juli               | Ottawa, Ontario-Gatineau, Québec, Kanada | 2 400 (51)        |
| 2005 | V       | 7–17 december            | Niamey, Niger                            | 2 500 (44)        |
| 2009 | VI      | 27 september – 6 oktober | Beirut, Libanon                          | 2 500 (40)        |
| 2013 | VII     | 6–15 september           | Nice, Frankrike                          | 2 700 (54)        |
| 2017 | VIII    | 21–30 juli               | Abidjan, Elfenbenskusten                 | 4 000 (49)        |
| 2023 | IX      | 28 juli – 6 augusti      | Kinshasa, Kongo-Kinshasa                 | 3 000 (36)        |
| 2027 | X       |                          | Jerevan, Armenien                        |                   |